# Broad Ripple
Broad Ripple ist ein Stadtteil im Norden von Indianapolis.
Im 18. Jahrhundert war Broad Ripple ein eigenständiger Ort, der dann jedoch 1922 in Indianapolis eingegliedert wurde. 
Broad Ripple hat bis heute seinen Charakter als eigener Ort behalten und ist daher auch einer der beliebtesten Ausgangspunkte in Indianapolis. Die Bars, Restaurants und Boutiquen sind vor allem an Wochenenden gut besucht.
In Broad Ripple befindet sich die Broad Ripple High School.